# Charlotte Gray (Schriftstellerin)
Charlotte Gray, CM (* 3. Januar 1948 in Sheffield) ist eine kanadische Historikerin und Schriftstellerin, die insbesondere als Biografin bekannt und als solche ausgezeichnet wurde.

## Leben
Gray wurde 1948 in Sheffield, England geboren und studierte an der Oxford University und der London School of Economics. Sie zog 1979 nach Kanada.
Gray arbeitete einige Jahre lang als Journalistin und schrieb regelmäßig eine Kolumne über nationale Politik für Saturday Night und trat öfters im Radio und in TV-Diskussionsrunden auf. Gray hat zudem für Châtelaine, The Globe and Mail, die National Post und den Ottawa Citizen geschrieben.
Gray ist eine außerordentliche Forschungsprofessorin in der Geschichtsabteilung der Carleton University und besitzt Ehrendoktortitel der Mount Saint Vincent University, der Universität Ottawa, der Queen’s University, der York University und der Carleton University.
1998 gewann sie mit dem Buch Mrs. King: The Life and Times of Isabel Mackenzie King den Edna Staebler Award für kreative Non-Fiction. Sie erhielt 2002 die UBC Medal for Canadian Biography und 2003 den Pierre Berton Prize for distinguished achievement in popularizing and promoting Canadian history. 2004 war sie Teil der Jury des Scotiabank-Giller-Preises. 2007 wurde sie Mitglied des Order of Canada.
Gray lebt in New Edinburgh, einem Stadtteil von Ottawa. Sie ist mit George Anderson verheiratet und hat drei Söhne.

## Bibliografie
- Mrs. King: The Life and Times of Isabel Mackenzie King. 1997
- Sisters in the Wilderness: The Lives of Susanna Moodie and Catharine Parr Traill. 1999
- Flint & Feather: The Life and Times of E. Pauline Johnson, Tekahionwake. 2002
- Canada, A Portrait in Letters. 2003
- The Museum Called Canada. 2004
- Reluctant Genius: The Passionate Life and Inventive Mind of Alexander Graham Bell  2006
- Extraordinary Canadians: Nellie McClung  2008
- Gold Diggers: Striking it Rich in the Klondike 2010
- The Massey Murder: A Maid, Her Master and the Trial that Shocked a Country 2013
- The Promise of Canada 2016
- Murdered Midas: A Millionaire, His Gold Mine, and a Strange Death on an Island Paradise, HarperCollins, 2019